# Pseudoterpna cinarescens
Pseudoterpna cinarescens är en fjärilsart som beskrevs av Koch 1854. Pseudoterpna cinarescens ingår i släktet Pseudoterpna och familjen mätare. Inga underarter finns listade.